# Elecciones presidenciales de Argentina de 2023
Las elecciones presidenciales de Argentina de 2023 se llevaron a cabo el domingo 22 de octubre junto con las elecciones legislativas y las elecciones al Parlasur, de acuerdo a lo establecido en la Constitución Nacional y las leyes electorales. El domingo 19 de noviembre se llevó a cabo la segunda vuelta o balotaje.
Se aplicaron las reglas electorales de la reforma constitucional de 1994, que estableció el voto directo y la realización de una segunda vuelta en noviembre si ningún candidato alcanza el 45 % de los votos o más de 10 puntos de diferencia si supera el 40 %. El mandato presidencial es de cuatro años, con la posibilidad de una sola reelección inmediata. Los candidatos de cada fuerza fueron elegidos en las elecciones primarias, abiertas, simultáneas y obligatorias (PASO), establecidas por ley en 2009.
Además de elegir presidente y vicepresidente, se renovarían ciento treinta diputados y veinticuatro senadores. El entonces presidente, Alberto Fernández, estaba habilitado para postularse a un nuevo mandato de 4 años, según el artículo 90 de la Constitución Nacional. Sin embargo el 21 de abril de 2023 declaró oficialmente que no se presentaría a la campaña para la reelección.
La primera vuelta se caracterizó por ser una elección entre tres fuerzas principales, en la que los candidatos de las coaliciones Unión por la Patria (UP), La Libertad Avanza (LLA) y Juntos por el Cambio (JxC) canalizaron el 90,58% de los votos válidos, distribuido en forma escalonada, con una ventaja de UP de 6,78% sobre LLA según el escrutinio definitivo, quedando JxC en tercer lugar y fuera del balotaje, con casi un cuarto de los votos. El resto de los votos válidos —el 9,4%— se distribuyó entre el candidato Juan Schiaretti de la coalición política Hacemos por Nuestro País y la candidata Myriam Bregman de la coalición Frente de Izquierda y de Trabajadores-Unidad. De esta forma quedó fuera de la disputa presidencial JxC, que era la principal coalición opositora, desatándose una crisis en dicha fuerza debido al acuerdo postelectoral del macrismo con Milei para que el candidato de La Libertad Avanza reciba apoyo en contra del candidato Massa de Unión por la Patria.
Es la cuarta ocasión en la que ninguno de los candidatos obtuvo la mayoría de los votos requeridos para ser elegido en primera vuelta y la segunda vez en que hubo balotaje de forma efectiva, siendo la primera vez en las elecciones de 2015.
La segunda vuelta quedó marcada por la victoria de Javier Milei frente al oficialista Sergio Massa, en la que Milei logró sacar más de once puntos y una diferencia de casi tres millones de votos por encima del entonces ministro en el resultado electoral. De esta forma, con más de catorce millones quinientos mil votos, Milei se convirtió en el candidato a la Presidencia de la Nación Argentina más votado en términos de cantidad numérica, y simultáneamente el presidente con menos apoyo parlamentario de la historia argentina y el único cuya fuerza política no ganó ninguna de las gobernaciones provinciales.
Milei ganó en el balotaje en 20 de los 24 distritos (Catamarca, Ciudad Autónoma de Buenos Aires, Córdoba, Chubut, Corrientes, Entre Ríos, Jujuy, La Pampa, La Rioja, Mendoza, Misiones, Neuquén, Río Negro, Salta, San Juan, San Luis, Santa Cruz, Santa Fe, Tierra del Fuego, Antártida e Islas del Atlántico Sur y Tucumán), mientras que Massa triunfó en 4 (Buenos Aires, Chaco, Formosa y Santiago del Estero).
Esta elección fue la primera vez en la actual etapa democrática argentina de los últimos 40 años, que el peronismo y el radicalismo (los dos grandes partidos de la historia del país) no formaron parte de la coalición ganadora.

## Reglas electorales
Las reglas electorales fundamentales para la elección presidencial fueron establecidas en el texto constitucional definido a partir de la Reforma constitucional de 1994 y, con excepción de la edad mínima, son las mismas reglas usadas en las elecciones de 1995, 1999, 2003, 2007, 2011, 2015 y 2019.
Las principales reglas electorales para la elección presidencial son:
- Sufragio directo.[19]
- Sufragio obligatorio,[19] aunque para las personas mayores de 70 años y aquellas que tienen entre 16 y 17 años, no existe sanción en caso de que no deseen votar.[20][21]
- Edad para votar: 16 años o más para argentinos nativos y 18 años o más para argentinos naturalizados.[22]
- La fórmula presidencial (presidente-vicepresidente) debe elegirse simultáneamente en la misma boleta.
- Segunda vuelta electoral en caso de que el ganador de la primera vuelta no alcanzara el 45 % de los votos, o que superando el 40 % de los votos tuviera una diferencia menor a 10 puntos porcentuales con el segundo.
- Mandato presidencial de cuatro años, con posibilidad de una sola reelección inmediata.

Para esta elección se volvieron a aplicar la Ley N.º 26.571, que había introducido en 2011 las internas primarias abiertas, que fueron denominadas PASO (Primarias Abiertas, Simultáneas y Obligatorias), para elegir los candidatos de cada alianza. Como en cada elección, los locales de votación estuvieron abiertos al público entre las 8:00 y las 18:00. A pesar de eso, en algunas provincias se eliminaron las PASO y se ha impuesto la Ley de Lemas.

## Cronograma electoral
El camino a las elecciones presidenciales del domingo 22 de octubre está jalonado por una serie de eventos que integran tanto el cronograma de la elección presidencial, aprobado por Acordada Extraordinaria N.º 35/2023, del 16 de marzo de 2023, de la Cámara Nacional Electoral, como importantes actos electorales provinciales en los que se eligen gobernadores y otras autoridades, con influencia indirecta en la elección presidencial.
| Fecha               | Suceso |
| ------------------- | --- |
| 25 de abril         | Cierre del padrón electoral provisorio y fecha límite para la inclusión de novedades registrales.                                          |
| 5 de mayo           | Publicación del padrón electoral provisorio.                                                                                               |
| 14 de junio         | Vencimiento del plazo para formar alianzas nacionales.                                                                                     |
| 19 de junio         | Vencimiento del plazo para asignar colores a las boletas electorales.                                                                      |
| 22 de junio         | Vencimiento del plazo para designar un apoderado electoral por agrupación política.                                                        |
| 24 de junio         | Vencimiento del plazo para la presentación de las listas de precandidatos y sus boletas. Inicio de la campaña electoral para las PASO.     |
| 9 de julio          | Inicio de la campaña electoral en medios de comunicación audiovisuales.                                                                    |
| 14 de julio         | Publicación del padrón electoral definitivo.                                                                                               |
| 19 de julio         | Prohibición de actos públicos por parte del gobierno.                                                                                      |
| 5 de agosto         | Comienzo de la prohibición de publicar encuestas y pronósticos electorales.                                                                |
| 11 de agosto 08:00  | Fin de la campaña electoral. Comienzo de la veda electoral.                                                                                |
| 13 de agosto        | Elecciones primarias |
| 15 de agosto        | Inicio del escrutinio definitivo de las elecciones PASO.                                                                                   |
| 23 de agosto        | Constitución de las Juntas Electorales Nacionales.                                                                                         |
| 2 de septiembre     | Fin del plazo para el registro de candidatos proclamados en las PASO. Inicio formal de la campaña electoral para las elecciones generales. |
| 17 de septiembre    | Inicio de la campaña electoral en medios de comunicación audiovisuales.                                                                    |
| 22 de septiembre    | Publicación del padrón electoral definitivo.                                                                                               |
| 27 de septiembre    | Prohibición de actos públicos por parte del gobierno.                                                                                      |
| 1 de octubre        | Debate presidencial obligatorio: 1.ª instancia, a celebrarse en el Fórum Santiago del Estero.                                              |
| 8 de octubre        | Debate presidencial obligatorio: 2.ª instancia, a celebrarse en la Facultad de Derecho de la Universidad de Buenos Aires.                  |
| 14 de octubre       | Comienzo de la prohibición de publicar encuestas y pronósticos electorales.                                                                |
| 20 de octubre 08:00 | Fin de la campaña electoral. Comienzo de la veda electoral.                                                                                |
| 22 de octubre       | Elecciones generales (1.ª vuelta) |
| 24 de octubre       | Inicio del escrutinio definitivo de las elecciones generales.                                                                              |
| 3 de noviembre      | Vencimiento del plazo para realizar el escrutinio definitivo y comunicar el resultado al Senado de la Nación.                              |
| 12 de noviembre     | Debate presidencial obligatorio: Instancia de Balotaje, a celebrarse en la Facultad de Derecho de la Universidad de Buenos Aires.          |
| 19 de noviembre     | Balotaje (2.ª vuelta) |
| 29 de noviembre     | Proclamación de la fórmula ganadora. |
| 10 de diciembre     | Asunción del presidente electo |

## Contexto
Estos comicios se vieron atravesados por la incertidumbre generada después de la crisis económica que comenzó en 2018 durante la presidencia de Mauricio Macri, y se profundizó a partir de la presidencia de Alberto Fernández con la pandemia de coronavirus, la peor sequía en 60 años, un fuerte contexto inflacionario,
registrándose tasas superiores al 12% mensual, las más elevadas desde 1991. A esto se le suma la crisis política de 2022 que provocó una inestabilidad dentro del Poder Ejecutivo, con la renuncia de altos funcionarios. También, marca la vuelta de la consigna «que se vayan todos», utilizado durante las protestas de la crisis de 2001, y la novedad de la aparición del político «outsider» Javier Milei.
Los primeros dos años de la presidencia de Alberto Fernández estuvieron marcados por la pandemia de COVID-19 en Argentina, durante la cual impuso medidas de aislamiento en un intento de suprimir la propagación de la enfermedad, y una crisis económica heredada de su predecesor.y por crisis inflacionaria mundial, que causó un fuerte aumento de los intereses de la deuda externa récord contraída con el Fondo Monetario Internacional por el gobierno de Macri, a lo que se sumó durante tres años la mayor sequía en las últimas seis décadas, causando la pérdida de tres puntos del PBI.La integridad de las elecciones fue analizada por la organización Transparencia Electoral en América Latina en su Mapa de Integridad Electoral, que mide variables como el monitoreo de medios, la percepción de apoderados y especialistas, el índice de democracia subnacional, composición de legislaturas provinciales y legislación de paridad.
Si bien la economía rebotó entre 2021 y 2022, la aprobación del presidente Fernández fueron disminuyendo a lo largo de su presidencia, sólo en algunas ocasiones determinadas por encima del 50% de aprobación, con índices de desaprobación del 60% al 80%. Según el diario británico The Economist, Fernández es considerado "un presidente sin un plan", y su presidencia una "administración débil", en alusión a su falta de independencia en la toma de decisiones. La debilidad del presidente Alberto Fernández contrastó con la fortaleza de la vicepresidenta y expresidenta Cristina Kirchner, uno de los líderes de la coalición gobernante, a quien el propio Fernández describió como una "fuente permanente de consulta". terminó al asumir el Ministerio de Economía el hasta entonces presidente de la Cámara de Diputados, Sergio Massa, líder del Frente Renovador, quien se convirtió en el "hombre fuerte del gobierno", postergando al presidente Alberto Fernández y la vicepresidenta Cristina Fernández.
Las elecciones legislativas de 2021 resultaron en grandes pérdidas para el oficialismo, que perdió su mayoría en ambas cámaras del Congreso. En sentido inverso la coalición opositora Juntos por el Cambio se convirtió en la principal fuerza electoral del país. Los observadores atribuyeron la pérdida a la ira generalizada por la alta inflación y el aumento de la pobreza. Asimismo, una serie de escándalos como el Olivosgate también contribuyeron al desgaste del gobierno.
Hacia mediados de 2022, encuestas afirmaron que un 69% de la población votaría a un candidato opositor en estas elecciones, por lo que gran parte del desarrollo electoral estuvo marcado por la idea de un cambio de gobierno.

## Candidatos

### Segunda vuelta
Estos candidatos recibieron al menos el 1,5% de los votos válidos en las elecciones primarias y pasaron a las elecciones generales. Como fueron las dos fuerzas más votadas en las elecciones generales, y ninguno obtuvo el 45% o 40% de los votos con una diferencia de diez puntos respecto al segundo postulante, pasaron a la segunda vuelta o balotaje:

#### La Libertad Avanza
La Libertad Avanza es una coalición política fundada en 2021 en la Ciudad de Buenos Aires, para participar en las elecciones legislativas de ese año. En los siguientes dos años, la coalición se expandiría al resto del país. 
La fórmula presidencial es liderada por el economista y diputado nacional Javier Milei, único precandidato a presidente del espacio, ya que le negó la participación a quien intentó ser su competidor, Carlos Maslatón.
El 12 de abril, en un programa de televisión, Milei confirmó que su acompañante de fórmula a vicepresidente sería una mujer y que sería revelada formalmente el 24 de junio, el día del vencimiento del plazo para la presentación de las listas de precandidatos y sus boletas. El 8 de mayo, se habló por varios medios que la acompañante de fórmula a vicepresidente de Milei sería Victoria Villarruel, rumor que terminó siendo cierto 7 días después, cuando Milei confirmó en una entrevista que Villarruel sería su compañera de fórmula.
En las PASO de 2023, La Libertad Avanza se impuso a las demás coaliciones con casi el 30% de los votos, convirtiéndose en la primera agrupación política outsider en conseguirlo. Obtuvo la mayoría de los votos en 16 de las 24 jurisdicciones territoriales del país, aunque con un marcado corte de boleta que perjudicó a varios de sus candidatos provinciales. 
En la primera vuelta, sin embargo, solo triunfó en 10 de ellas, siendo que Sergio Massa fue el ganador en 6 de ellas.
Finalmente, en el balotaje, la fórmula de La Libertad Avanza resultó elegida con el 55,65% de los votos, obteniendo la mayoría de éstos en casi todas las jurisdicciones territoriales del país, exceptuando la provincia de Buenos Aires, Santiago del Estero, Formosa y Chaco.
| |                                                             |
| |                                                             |
| |                                                             |
| Javier Milei | Victoria Villarruel                                         |
| para presidente | para vicepresidente                                         |
| {{{descripción}}} | {{{descripción}}}                                           |
| Diputado nacional por la Ciudad de Buenos Aires (2021-2023) | Diputada nacional por la Ciudad de Buenos Aires (2021-2023) |
| Partidos en la alianza: - Partido Demócrata - Unión Celeste y Blanco - Partido Fe - Partido Renovador Federal - Fuerza Republicana (Tucumán) - Partido Libertario (La Pampa) - Ciudadanos por Chubut (Chubut) - Ciudadanos a Gobernar (Chaco) - Acción por una Democracia Nueva (San Juan) - La Libertad Avanza (La Rioja) - Arriba Neuquén (Neuquén) - Republicanos Unidos (Tierra del Fuego) - Ahora Patria (Salta) - Partido Renovador Federal Todos Unidos (Formosa) |                                                             |
| |                                                             |
| Lema de campaña: La única solución |                                                             |

#### Unión por la Patria
Unión por la Patria era la coalición política gobernante en Argentina tras su victoria en las elecciones presidenciales de 2019, siendo sucesora del Frente de Todos. El 21 de abril de 2023 el presidente Alberto Fernández anunció de forma oficial que no se va a presentar a la reelección.
El 14 de junio se confirmó que el Frente de Todos cambiaría de nombre para competir en las elecciones generales pasando de denominarse "Frente de Todos" a "Unión por la Patria".
El 23 de junio, Unión por la Patria anunció oficialmente a Sergio Massa como su único candidato presidencial, con el fin de evitar internas en las elecciones PASO del próximo 13 de agosto. Massa sería acompañado por Agustín Rossi, como candidato vicepresidencial.
Sin embargo, el 24 de junio Juan Grabois anunció que también se presenta como precandidato junto a la investigadora Paula Abal Medina como su compañera de fórmula. Para el periodista Fernando Cibeira, la participación de Grabois es «un guiño desde la conducción de la coalición para evitar rupturas y una posible fuga de votos por parte de votantes que son más de izquierda».
Finalmente Massa obtuvo la nominación tras superar con creces la candidatura de Grabois en las PASO, obteniendo el 21.40 % de los votos, pasando a ser la fórmula del espacio, aunque serían las peores elecciones del peronismo unificado en su historia. Fue la coalición más votada en las provincias de Buenos Aires, Catamarca, Chaco, Formosa y Santiago del Estero. En la primera vuelta pudo triunfar en dichas provincias anteriormente mencionadas, más 6 provincias que triunfó Javier Milei y 2 que resultó ganadora Patricia Bullrich en las PASO, siendo 13 provincias en total.
En el balotaje, la fórmula de Unión por la Patria resultó derrotada, obteniendo un 44,35% de los votos frente al 55,65% de La Libertad Avanza. La coalición oficialista obtuvo la mayoría de los votos en la provincia de Buenos Aires, Santiago del Estero, Formosa y Chaco.
| | |
| | |
| | |
| Sergio Massa | Agustín Rossi |
| para presidente | para vicepresidente |
| {{{descripción}}} | {{{descripción}}} |
| Ministro de Economía (2022-2023) Presidente de la Cámara de Diputados de la Nación (2019-2022) | Jefe de Gabinete de Ministros (2023) |
| Partidos en la alianza: \| - Partido Justicialista - Partido de la Concertación FORJA - Partido de la Cultura, la Educación y el Trabajo - Partido del Trabajo y la Equidad - Frente Renovador - Nuevo Encuentro por la Democracia y la Equidad - Partido Intransigente - Partido Federal - Partido de la Victoria - Partido Solidario \| - Instrumento Electoral por la Unidad Popular - Frente Patria Grande - Frente Grande - Partido Comunista - Partido Conservador Popular - Kolina - Partido del Trabajo y del Pueblo - Partido Blanco de los Trabajadores (Jujuy) - Por Jujuy (Jujuy) \| | |
| | |
| Lema de campaña: La patria sos vos, vamos a defenderla | |
| - Partido Justicialista - Partido de la Concertación FORJA - Partido de la Cultura, la Educación y el Trabajo - Partido del Trabajo y la Equidad - Frente Renovador - Nuevo Encuentro por la Democracia y la Equidad - Partido Intransigente - Partido Federal - Partido de la Victoria - Partido Solidario | - Instrumento Electoral por la Unidad Popular - Frente Patria Grande - Frente Grande - Partido Comunista - Partido Conservador Popular - Kolina - Partido del Trabajo y del Pueblo - Partido Blanco de los Trabajadores (Jujuy) - Por Jujuy (Jujuy) |

### Elecciones generales
Estos candidatos recibieron al menos el 1,5% de los votos válidos en las elecciones primarias y pasaron a las elecciones generales, pero no fueron las dos fuerzas más votadas para pasar a la segunda vuelta:

#### Juntos por el Cambio
Juntos por el Cambio es una coalición política creada en 2019. Es la sucesora de Cambiemos, ganadora de las elecciones presidenciales de 2015 que llevaron a Mauricio Macri a la presidencia. Tras buscar y perder su reelección en 2019, el liderazgo de Macri fue puesto en disputa. Finalmente, el 26 de marzo de 2023, Macri anunció que no se iba a presentar como precandidato en las elecciones, lo que dio vía libre para la presentación de varios precandidatos que se resumirían en dos fórmulas finales: Rodríguez Larreta/Morales y Bullrich/Petri.
Finalmente, Bullrich se impondría con el 16.98 % de los votos ante Rodríguez Larreta que obtuvo el 11.30 % con una diferencia de 6 puntos en las elecciones primarias de 2023, convirtiéndose su fórmula en la única de la coalición. Fue la alianza más votada en Ciudad de Buenos Aires (CABA), Entre Ríos y Corrientes. En la primera vuelta solo pudo triunfar en CABA, ya que Entre Ríos y Corrientes resultó ganador Sergio Massa.
| | |                                                           |                                                           |                                                           |
| | |                                                           |                                                           |                                                           |
| | |                                                           |                                                           |                                                           |
| Patricia Bullrich | Patricia Bullrich | Luis Petri                                                | Luis Petri                                                | Luis Petri                                                |
| para presidente | para presidente | para vicepresidente                                       | para vicepresidente                                       | para vicepresidente                                       |
| {{{descripción}}} | {{{descripción}}} | {{{descripción}}}                                         | {{{descripción}}}                                         | {{{descripción}}}                                         |
| Ministra de Seguridad (2015-2019) Ministra de Seguridad Social de la Nación (2001) Ministra de Trabajo, Empleo y Formación de Recursos Humanos de la Nación (2000-2001)                                                                                     | Ministra de Seguridad (2015-2019) Ministra de Seguridad Social de la Nación (2001) Ministra de Trabajo, Empleo y Formación de Recursos Humanos de la Nación (2000-2001) | Diputado Nacional por la provincia de Mendoza (2013-2021) | Diputado Nacional por la provincia de Mendoza (2013-2021) | Diputado Nacional por la provincia de Mendoza (2013-2021) |
| Partidos en la alianza: \| - Unión Cívica Radical - Partido Demócrata Progresista - Partido Nacionalista Constitucional - UNIR - Coalición Cívica ARI \| - Propuesta Republicana - Generación para un Encuentro Nacional - Encuentro Republicano Federal \| | |                                                           |                                                           |                                                           |
| | |                                                           |                                                           |                                                           |
| Lema de campaña: La fuerza del cambio | |                                                           |                                                           |                                                           |
| - Unión Cívica Radical - Partido Demócrata Progresista - Partido Nacionalista Constitucional - UNIR - Coalición Cívica ARI | - Propuesta Republicana - Generación para un Encuentro Nacional - Encuentro Republicano Federal                                                                         |                                                           |                                                           |                                                           |

#### Hacemos por Nuestro País
A inicios de 2023 se inició la construcción de este espacio de "tercera vía", sucesor de la coalición Consenso Federal, participante de las elecciones de 2019. En este espacio se integraron el panperonismo o peronismo federal, contando con sus principales impulsores, Juan Schiaretti y Juan Manuel Urtubey, ambos iniciales precandidatos a la presidencia, sumando más tarde a figuras como el socialismo referenciado en la diputada nacional Mónica Fein y otros partidos como el Demócrata Cristiano y el Autonomista, además de otras fuerzas provinciales.
A comienzos de junio de 2023 se revelaría el posible nombre de este espacio, Hacemos una Patria Federal.
Frente a la decisión de Juan Schiaretti junto a Florencio Randazzo, Diego Bossio, la democracia cristiana y el socialismo de buscar conformar una alianza ampliada con Juntos por el Cambio, Juan Manuel Urtubey notificó la salida del espacio y posteriormente anuncia el retiro de su precandidatura presidencial. Finalmente, este acuerdo no pudo concretarse y el 14 de junio se registró ante la justicia la coalición Hacemos por Nuestro País.
La coalición consiguió el 3.83 % de los votos, pasando el piso mínimo de las PASO para llegar a las elecciones generales de octubre, gracias al segundo puesto conseguido en Córdoba, registrando más del 3% de los votos sólo en la mencionada provincia, La Pampa, La Rioja, Santa Fe y Tierra del Fuego. En la primera vuelta obtuvo su mejor resultado en Córdoba (donde también terminó en segundo puesto), mientras que obtuvo menos del 3% del voto sólo en las provincias de Corrientes, Formosa, y Santiago del Estero.
|                                                                                                  | |
|                                                                                                  | |
|                                                                                                  | |
| Juan Schiaretti                                                                                  | Florencio Randazzo |
| para presidente                                                                                  | para vicepresidente |
| {{{descripción}}}                                                                                | {{{descripción}}} |
| Gobernador de Córdoba (2007-2011, 2015-2023)                                                     | Diputado Nacional por la provincia de Buenos Aires (desde 2021) Ministro del Interior y Transporte de la Nación (2007-2015) |
| Partidos en la alianza: - Partido Demócrata Cristiano - Partido Autonomista - Partido Socialista | |
|                                                                                                  | |
| Lema de campaña: Levantemos Argentina                                                            | |

#### Frente de Izquierda y de Trabajadores - Unidad
El Frente de Izquierda y de Trabajadores - Unidad (FIT-U) es una coalición política que engloba a partidos y movimientos de izquierda y extrema izquierda. Fue creada en 2011 y desde entonces se ha presentado a todas las elecciones legislativas y presidenciales, superando siempre el piso de las PASO del 1,5 %. 
El FIT-U fue a internas por primera vez desde 2015, entre los referentes del Partido de los Trabajadores Socialistas, Myriam Bregman y Nicolás del Caño; y la candidatura conjunta del Partido Obrero y el Movimiento Socialista de los Trabajadores, Gabriel Solano y Vilma Ripoll, ganando la candidatura de Myriam Bregman con el 1.87 % de los votos. Logró ser tercera fuerza en Humahuaca, desplazando a Juntos por el Cambio al cuarto lugar. En la primera vuelta obtuvo más del 3% del voto en 8 provincias, mientras que obtuvo su mejor resultado en la provincia de Neuquén.
| | |  |  |
| | |  |  |
| | |  |  |
| Myriam Bregman | Nicolás del Caño |  |  |
| para presidenta | para vicepresidente |  |  |
| {{{descripción}}} | {{{descripción}}} |  |  |
| Diputada nacional por la Ciudad de Buenos Aires (2021-2024) | Diputado nacional por la provincia de Buenos Aires (2017-2021, desde 2021) |  |  |
| Partidos en la alianza: \| - Partido Obrero - Movimiento Socialista de los Trabajadores - Izquierda por una Opción Socialista - Nueva Izquierda - Partido de Trabajadores por el Socialismo - Partido del Obrero \| - La Izquierda de los Trabajadores - Partido de Izquierda por el Socialismo (San Juan) - Partido de los Trabajadores Socialistas (La Pampa) - Podemos con la Izquierda (Mendoza) - Partido Cordobés del Obrero (Córdoba) - Movimiento Socialista y del Trabajo (Córdoba) \| | |  |  |
| | |  |  |
| Lema de campaña: Levantá la izquierda | |  |  |
| - Partido Obrero - Movimiento Socialista de los Trabajadores - Izquierda por una Opción Socialista - Nueva Izquierda - Partido de Trabajadores por el Socialismo - Partido del Obrero | - La Izquierda de los Trabajadores - Partido de Izquierda por el Socialismo (San Juan) - Partido de los Trabajadores Socialistas (La Pampa) - Podemos con la Izquierda (Mendoza) - Partido Cordobés del Obrero (Córdoba) - Movimiento Socialista y del Trabajo (Córdoba) |  |  |

### Elecciones primarias
Los siguientes precandidatos fueron superados en las elecciones internas por otra lista del mismo espacio, por lo que no participaron de las elecciones generales:
|                                                                    |                                 |                            |                                              |                                                      |                                                      |
|                                                                    |                                 |                            |                                              | Partido Obrero                                       |                                                      |
| Horacio Rodríguez Larreta                                          | Gerardo Morales                 | Juan Grabois               | Paula Abal Medina                            | Gabriel Solano                                       | Vilma Ripoll                                         |
| para presidente                                                    | para vicepresidente             | para presidente            | para vicepresidente                          | para presidente                                      | para vicepresidente                                  |
| {{{descripción}}}                                                  | {{{descripción}}}               | {{{descripción}}}          | {{{descripción}}}                            | {{{descripción}}}                                    | {{{descripción}}}                                    |
| Jefe de Gobierno de la Ciudad Autónoma de Buenos Aires (2015-2023) | Gobernador de Jujuy (2015-2023) | Abogado y dirigente social | Doctora en ciencias sociales e investigadora | Legislador de la Ciudad de Buenos Aires (desde 2021) | Legisladora de la Ciudad de Buenos Aires (2000-2004) |

Los siguientes precandidatos no recibieron al menos el 1,5% de los votos válidos en las elecciones primarias para pasar a las elecciones generales:
| Logo                                                                     | Logo                                                                     | Partido/Coalición                      | Precandidato a presidente                                                                | Precandidato a presidente                                                                | Precandidato a vicepresidente | Precandidato a vicepresidente | Nota      |
| ------------------------------------------------------------------------ | ------------------------------------------------------------------------ | -------------------------------------- | ---------------------------------------------------------------------------------------- | ---------------------------------------------------------------------------------------- | ----------------------------- | ----------------------------- | --------- |
|                                                                          |                                                                          | Principios y Valores                   | {{{descripción}}}                                                                        | Guillermo Moreno                                                                         |                               | Leonardo Fabre                | [ n. 1 ]  |
| - Secretario de Comercio Interior de la Nación (2006-2013)               | - Secretario de Comercio Interior de la Nación (2006-2013)               | Principios y Valores                   | - Secretario General de la Asociación del Personal de los Organismos de Previsión Social | - Secretario General de la Asociación del Personal de los Organismos de Previsión Social |                               |                               | [ n. 1 ]  |
|                                                                          | Paula Arias                                                              | Principios y Valores                   |                                                                                          | Walter Vera                                                                              |                               |                               | [ n. 1 ]  |
|                                                                          |                                                                          | Principios y Valores                   |                                                                                          |                                                                                          |                               |                               | [ n. 1 ]  |
|                                                                          | Carina Bartolini                                                         | Principios y Valores                   |                                                                                          | Mabel Gómez                                                                              |                               |                               | [ n. 1 ]  |
| - Comunicadora y organizadora de eventos                                 |                                                                          | Principios y Valores                   |                                                                                          |                                                                                          |                               |                               | [ n. 1 ]  |
|                                                                          | Eliodoro Martínez                                                        | Principios y Valores                   |                                                                                          | Vicente Souto                                                                            |                               |                               | [ n. 1 ]  |
| - Apoderado del partido Acción por la República                          |                                                                          | Principios y Valores                   |                                                                                          |                                                                                          |                               |                               | [ n. 1 ]  |
|                                                                          | Jorge Oliver                                                             | Principios y Valores                   |                                                                                          | Ezequiel San Martín                                                                      |                               |                               | [ n. 1 ]  |
| - Periodista y analista político                                         |                                                                          | Principios y Valores                   |                                                                                          |                                                                                          |                               |                               | [ n. 1 ]  |
|                                                                          |                                                                          | Movimiento Libres del Sur              |                                                                                          | Jesús Escobar                                                                            |                               | Marianella Lezama Hid         | [ n. 2 ]  |
| - Diputado provincial por Neuquén (2003-2015)                            | - Diputado provincial por Neuquén (2003-2015)                            | Movimiento Libres del Sur              | - Concejal de la Ciudad de Santiago del Estero (2018-2022)                               | - Concejal de la Ciudad de Santiago del Estero (2018-2022)                               |                               |                               | [ n. 2 ]  |
|                                                                          |                                                                          | Nuevo Movimiento al Socialismo         | {{{descripción}}}                                                                        | Manuela Castañeira                                                                       |                               | Lucas Ruiz                    | [ n. 3 ]  |
| - Socióloga                                                              | - Socióloga                                                              | Nuevo Movimiento al Socialismo         | - Docente                                                                                | - Docente                                                                                |                               |                               | [ n. 3 ]  |
|                                                                          |                                                                          | Movimiento Izquierda Juventud Dignidad | {{{descripción}}}                                                                        | Raúl Castells                                                                            |                               | Adriana Reinoso               | [ n. 4 ]  |
| - Dirigente social                                                       | - Dirigente social                                                       | Movimiento Izquierda Juventud Dignidad | - Activista social                                                                       | - Activista social                                                                       |                               |                               | [ n. 4 ]  |
| {{{descripción}}}                                                        | Santiago Cúneo                                                           | Movimiento Izquierda Juventud Dignidad |                                                                                          | Gustavo Barranco                                                                         |                               |                               | [ n. 4 ]  |
| - Empresario y periodista                                                | - Empresario y periodista                                                | Movimiento Izquierda Juventud Dignidad | - Excombatiente de Malvinas                                                              | - Excombatiente de Malvinas                                                              |                               |                               | [ n. 4 ]  |
|                                                                          |                                                                          | Política Obrera                        | {{{descripción}}}                                                                        | Marcelo Ramal                                                                            |                               | Patricia Urones               | [ n. 5 ]  |
| - Legislador de la Ciudad de Buenos Aires (2013-2017)                    | - Legislador de la Ciudad de Buenos Aires (2013-2017)                    | Política Obrera                        | - Docente                                                                                | - Docente                                                                                |                               |                               | [ n. 5 ]  |
|                                                                          |                                                                          | Frente Patriota Federal                |                                                                                          | César Biondini                                                                           |                               | Mariel Avendaño               | [ n. 6 ]  |
| - Abogado                                                                | - Abogado                                                                | Frente Patriota Federal                | - Docente                                                                                | - Docente                                                                                |                               |                               | [ n. 6 ]  |
|                                                                          |                                                                          | Movimiento de Acción Vecinal           |                                                                                          | Raúl Albarracín                                                                          |                               | Sergio Pastore                | [ n. 7 ]  |
| - Legislador de la provincia de Córdoba (2007-2011)                      | - Legislador de la provincia de Córdoba (2007-2011)                      | Movimiento de Acción Vecinal           | - Abogado                                                                                | - Abogado                                                                                |                               |                               | [ n. 7 ]  |
|                                                                          |                                                                          | Frente Liber.AR                        | {{{descripción}}}                                                                        | Julio Bárbaro                                                                            | {{{descripción}}}             | Ramona Pucheta                | [ n. 8 ]  |
| - Diputado nacional por la Ciudad de Buenos Aires (1973-1976, 1983-1985) | - Diputado nacional por la Ciudad de Buenos Aires (1973-1976, 1983-1985) | Frente Liber.AR                        | - Diputada nacional por la Provincia de Buenos Aires (2011-2015)                         | - Diputada nacional por la Provincia de Buenos Aires (2011-2015)                         |                               |                               | [ n. 8 ]  |
|                                                                          | Nazareno Etchepare                                                       | Frente Liber.AR                        |                                                                                          | Fernando Lorenzo                                                                         |                               |                               | [ n. 8 ]  |
| - Abogado                                                                | - Abogado                                                                | Frente Liber.AR                        | - Abogado                                                                                | - Abogado                                                                                |                               |                               | [ n. 8 ]  |
|                                                                          | Ramiro Vasena                                                            | Frente Liber.AR                        |                                                                                          | Aníbal Lagonegro                                                                         |                               |                               | [ n. 8 ]  |
| - Empresario                                                             | - Empresario                                                             | Frente Liber.AR                        | - Asesor en la Cámara de Diputados de PBA                                                | - Asesor en la Cámara de Diputados de PBA                                                |                               |                               | [ n. 8 ]  |
|                                                                          |                                                                          | Proyecto Joven                         | {{{descripción}}}                                                                        | Mempo Giardinelli                                                                        |                               | Bárbara Solernou              | [ n. 9 ]  |
| - Escritor                                                               | - Escritor                                                               | Proyecto Joven                         | - Docente                                                                                | - Docente                                                                                |                               |                               | [ n. 9 ]  |
|                                                                          | Martín Ayerbe                                                            | Proyecto Joven                         |                                                                                          | Hugo Rodríguez                                                                           |                               |                               | [ n. 9 ]  |
|                                                                          |                                                                          | Proyecto Joven                         |                                                                                          |                                                                                          |                               |                               | [ n. 9 ]  |
|                                                                          | Reina Ibáñez                                                             | Proyecto Joven                         |                                                                                          | Gonzalo Ibarra                                                                           |                               |                               | [ n. 9 ]  |
| - Trabajadora sexual                                                     |                                                                          | Proyecto Joven                         |                                                                                          |                                                                                          |                               |                               | [ n. 9 ]  |
|                                                                          |                                                                          | Unión del Centro Democrático           |                                                                                          | Andrés Passamonti                                                                        |                               | Pamela Fernández              | [ n. 10 ] |
| - Presidente del partido Unión del Centro Democrático                    | - Presidente del partido Unión del Centro Democrático                    | Unión del Centro Democrático           | - Contadora Pública                                                                      | - Contadora Pública                                                                      |                               |                               | [ n. 10 ] |

En ciertos casos estas listas vieron inconvenientes para presentar las boletas necesarias, por lo que estuvieron ausentes en los cuartos oscuros de algunas provincias.

### Declinaron postularse
Los siguientes políticos tenían la intención o se rumoreaba que se postularían para presidente, pero finalmente se retiraron:
Unión por la Patria
- Cristina Fernández de Kirchner: declaró en diciembre de 2022 que no será candidata ''a nada'',[84] debido a la condena en primera instancia que recibió por administración fraudulenta por la asignación de obra pública en Santa Cruz, que implica la inhabilitación perpetua para ejercer cargos públicos. A pesar de su negativa de participar en las elecciones, el fallo en cuestión no le impedía ser precandidata debido a que la sentencia no está firme.[85] El 16 de mayo de 2023, ratificó su decisión de no participar mediante una carta publicada en su página web.[86][87]
- Alberto Fernández: anunció el 21 de abril su decisión de no presentarse como precandidato, dando de baja su carrera para la reelección.[88][2]
- Jorge Capitanich: renunció el 29 de abril para intentar su reelección como gobernador de la provincia del Chaco, finalmente fallando.[89]
- Juan Manzur: declinó su candidatura para intentar competir por la vicegobernación de Tucumán. Posteriormente anunciaría buscar ser candidato a vicepresidente, acompañando a Eduardo de Pedro.
- Daniel Scioli y Eduardo de Pedro: declinaron su candidatura presidencial el 23 de junio para apoyar la candidatura de Sergio Massa, que a su vez absorbió la candidatura presidencial de Agustín Rossi para que integre la fórmula como candidato a vicepresidente.

Juntos por el Cambio
- Mauricio Macri: anunció su decisión el 26 de marzo de no presentarse como precandidato en las elecciones.[64]
- María Eugenia Vidal: anunció el 4 de mayo su decisión de no ser precandidata a presidente.[90]
- Miguel Ángel Pichetto: bajó su precandidatura el 21 de junio para ser primer precandidato a diputado nacional por la provincia de Buenos Aires en la lista de Rodríguez Larreta.[91]
- José Luis Espert: anunció el 24 de junio su baja de la candidatura presidencial para ser candidato a senador por la provincia de Buenos Aires en la lista de Horacio Rodríguez Larreta.
- Facundo Manes: declinó su precandidatura presidencial el 24 de junio.[92]
- Elisa Carrió: al 24 de junio contaba con los avales necesarios para ser precandidata presidencial, pero finalmente encabezó la lista de precandidatos al Parlasur de Rodríguez Larreta.[93] Posteriormente, renunciaría a esta última candidatura debido a problemas de salud.[94]

Otros espacios
Juan José Gómez Centurión: decidió renunciar a su candidatura porque no tenía un partido político propio para postularse y no quiso utilizar la estructura de otros partidos.

## Elecciones primarias — 13 de agosto
Las elecciones primarias (PASO) tuvieron lugar el domingo 13 de agosto, en simultáneo con las elecciones provinciales de Santa Cruz, y con las elecciones primarias provinciales de Buenos Aires, Ciudad Autónoma de Buenos Aires, Catamarca y Entre Ríos.
Estas elecciones tuvieron dos hechos que marcaron historia. Una fue que el peronismo (Partido Justicialista) quedó en el tercer lugar por primera vez, convirtiéndose en su peor resultado electoral. Por otra parte, es la primera vez desde la promulgación de la Ley Sáenz Peña de 1912 que el candidato más votado no es afiliado ni aliado del peronismo o del radicalismo.
     Habilitado para las elecciones generales
|  | 100 % |

|  | 29,86 % |

|  | 60,03 % |

|  | 28,00 % |

|  | 39,97 % |

|  | 78,55 % |

|  | 27,28 % |

|  | 21,45 % |

|  | 100 % |

|  | 3,71 % |

|  | 70,21 % |

|  | 2,61 % |

|  | 29,79 % |

|  | 97,73 % |

|  | 0,79 % |

|  | 1,30 % |

|  | 0,78 % |

|  | 0,10 % |

|  | 0,09 % |

|  | 100 % |

|  | 0,65 % |

|  | 100 % |

|  | 0,36 % |

|  | 68,46 % |

|  | 0,34 % |

|  | 31,54 % |

|  | 100 % |

|  | 0,26 % |

|  | 100 % |

|  | 0,21 % |

|  | 100 % |

|  | 0,18 % |

|  | 49,14 % |

|  | 0,10 % |

|  | 36,33 % |

|  | 14,53 % |

|  | 55,15 % |

|  | 0,10 % |

|  | 32,83 % |

|  | 12,02 % |

|  | 100 % |

|  | 0,05 % |

|  | 94,49 % |

|  | 5,51 % |

|  | 98,76 % |

|  | 1,24 % |

|  | 70,43 % |

|  | 29,57 % |

|  | 100 % |

#### Reacciones

Resultados por departamento:
Milei/Villarruel (37,62%)
Massa/Rossi (35,54%)
Bullrich/Petri (21,93%)
Larreta/Morales (3,59%)
Schiaretti/Randazzo (1,13%)
No votó (0,19%)

El resultado de las elecciones tomó por sorpresa a la mayoría, principalmente a causa de los fracasos de La Libertad Avanza en las elecciones provinciales previas. En algunas provincias la elección a otros cargos estuvo marcada por un altísimo voto en blanco como por ejemplo la elección de senadores en Santa Cruz, habiendo un importante corte de boleta entre Javier Milei y sus candidatos en las distintas provincias. Hacemos por Nuestro País y el Frente de Izquierda clasificaron a la elección de octubre de acuerdo a lo esperado, aunque perdieron sus listas de diputados y senadores en varios distritos.
En el oficialismo nacional hubo cierta cautela por la baja diferencia y la gran cantidad de abstenciones, además de un alivio por el resultado en provincia de Buenos Aires.
Por su parte, en Juntos por el Cambio hubo discreción a partir del resultado que los marginó a ser la tercera fuerza en varios distritos del país, entre ellos la provincia de Córdoba. El espacio se centró en celebrar los triunfos internos.
Al día siguiente de las elecciones, el gobierno nacional oficializó una devaluación del peso argentino ante el dólar estadounidense en un 22%, llevando su valor a 350 pesos por dólar, lo cual tuvo un efecto directo sobre los precios y el dólar no oficial (dólar blue), el cual alcanzó en unos días un valor de 800 pesos.
Javier Milei descartó un acuerdo con Juntos por el Cambio en provincia de Buenos Aires, con el objetivo de sacar del poder a Axel Kicillof. A su vez, Juan Schiaretti, clasificado para las elecciones generales gracias al segundo puesto obtenido en Córdoba, declaró que no escuchará ninguna oferta de acuerdos políticos sino hasta terminado el proceso electoral.
Sergio Massa declaró sus intenciones de armar un gobierno de «unidad nacional», abriendo la coalición Unión por la Patria al peronismo disidente y a figuras de Juntos por el Cambio como Miguel Ángel Pichetto y miembros de la Unión Cívica Radical y del larretismo. El líder de Principios y Valores, Guillermo Moreno, declaró que apoyará la candidatura de Massa si bajan los precios de los alimentos. A su vez, Santiago Cúneo afirmó estar en conversaciones con el Frente Renovador para dar su apoyo a Massa.
El día 22 de agosto, de forma simultánea y planificada, se dieron en diversas regiones del país algunos hechos vandálicos, entre ellos algunos saqueos, contra negocios de diversa índole, resultando los mismos en un centenar de detenidos. En algunos sectores, como el centro de Córdoba, se hizo correr la voz de saqueos para asustar a los comerciantes, haciendo que cierren sus negocios. Tanto el oficialismo como Juntos por el Cambio coincidieron en que las acciones no fueron espontáneas ni motivadas por necesidad. Investigaciones iniciales difundidas por las autoridades de seguridad nacionales y provinciales señalaron que las convocatorias se realizaron vía redes sociales. Posteriormente, la vocera presidencial, Gabriela Cerruti, acusó al candidato liberal Javier Milei de estar detrás de los hechos, lo cual fue repudiado de forma inmediata por el economista, e incluso por el Ministro de Seguridad, Aníbal Fernández. Posteriormente, el precandidato Raúl Castells, que no pasó las primarias, se adjudicó públicamente la organización de los saqueos a nivel nacional, siendo denunciado ante la Justicia. Por otro lado, el fiscal Guillermo Marijuán imputó a Gabriela Cerruti por omisión de denuncia e incitación a la violencia tras los saqueos. En su instrucción, Marijuán consideró que la vocera presidencial manifestó que tenía información sobre el origen de los saqueos y no efectuó la denuncia correspondiente, algo que debería haber hecho por ser funcionaria pública. En cuanto a incitar a la violencia, el fiscal estimó que Cerruti mencionó a una persona -Javier Milei- como promotor de los ataques, sin haber exhibido ninguna prueba.

## Elecciones generales — 22 de octubre

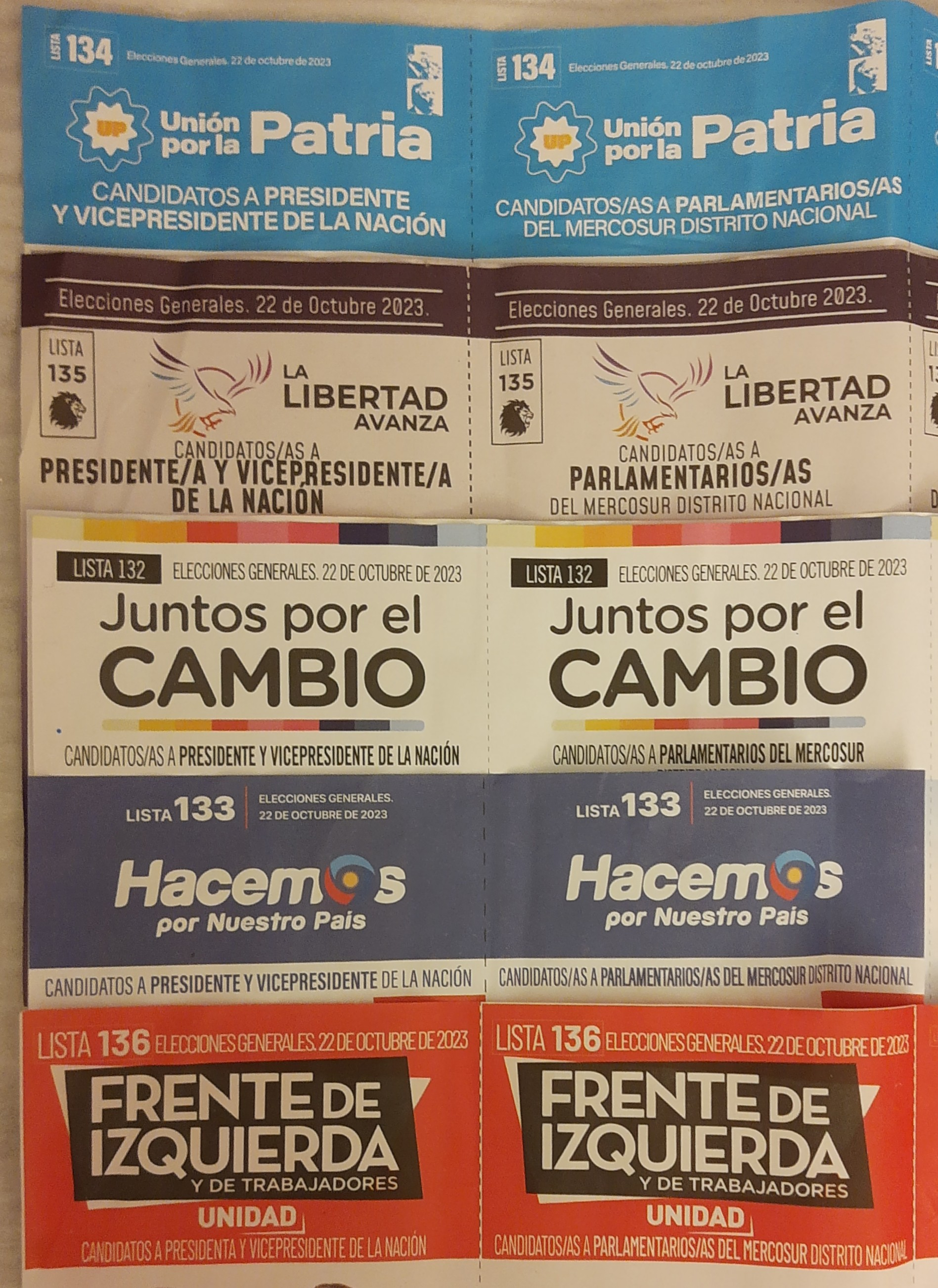
Boletas utilizadas durante las elecciones generales del 22 de octubre.

En las elecciones del domingo 22 de octubre hubo un 77,05 % de participación, un incremento de alrededor de 7 puntos respecto a las PASO. Sergio Massa fue el candidato más votado con el 36,78 % de los votos seguido de Javier Milei con el 29,99 %, Patricia Bullrich con casi el 23,81 %, Juan Schiaretti con el 6,73 % y Myriam Bregman con el 2,69 %. Ningún candidato alcanzó el criterio para ser electo, es decir, obtener el 45 % o el 40 % de los votos con una diferencia de 10 puntos respecto al segundo candidato. Por ende, Massa y Milei avanzaron a la segunda vuelta.

### Participación
| Elección                           | Hora  | Hora  | Hora  | Hora  | Hora  | Hora  | Hora  | Hora  | Final  | Ref(s).                                 |
| Elección                           | 11:00 | 12:00 | 13:00 | 14:00 | 15:00 | 16:00 | 17:00 | 18:00 | Final  | Ref(s).                                 |
| ---------------------------------- | ----- | ----- | ----- | ----- | ----- | ----- | ----- | ----- | ------ | --------------------------------------- |
| 2019                               | 19%   | —     | 31%   | 44%   | 56%   | 63%   | 70%   | —     | 81.31% | [ 117 ]                                 |
| 2023 (1.°)                         | —     | 29.6% | —     | 44.4% | —     | 59%   | 66%   | 74%   | 77.65% | [ 118 ] [ 119 ] [ 120 ] [ 121 ] [ 122 ] |
| Fuente: Cámara Nacional Electoral. |       |       |       |       |       |       |       |       |        |                                         |

### Resultados a nivel nacional
Pasan a la segunda vuelta
|  | 36,78 % |

|  | 29,99 % |

|  | 23,81 % |

|  | 6,73 % |

|  | 2,69 % |

|  | 96,99 % |

|  | 2,16 % |

|  | 0,85 % |

|  | 77,05 % |

|  | 22,95 % |

|  | 100 % |

### Resultados por distritos
| Provincias ganadas por Unión por la Patria (13) |
| Provincias ganadas por La Libertad Avanza (10)  |
| Provincias ganadas por Juntos por el Cambio (1) |

| Provincia              | Massa/Rossi  | Massa/Rossi | Milei/Villarruel | Milei/Villarruel | Bullrich/Petri | Bullrich/Petri | Schiaretti/Randazzo | Schiaretti/Randazzo | Bregman/Del Caño | Bregman/Del Caño | Blancos/Nulos | Blancos/Nulos | Participación | Participación |       |   |       |   |
| Provincia              | Votos        | %           | Votos            | %                | Votos          | %              | Votos               | %                   | Votos            | %                | Blancos/Nulos | Blancos/Nulos | Participación | Participación | Votos | % | Votos | % |
| ---------------------- | ------------ | ----------- | ---------------- | ---------------- | -------------- | -------------- | ------------------- | ------------------- | ---------------- | ---------------- | ------------- | ------------- | ------------- | ------------- | ----- | - | ----- | - |
| Provincia              | Buenos Aires | 4.327.441   | 42,95            | 2.593.075        | 25,73          | 2.423.384      | 24,05               | 373.087             | 3,70             | 359.538          | 3,57          | 348.389       | 3,34          | 10.424.914    | 78,61 |   |       |   |
| Ciudad de Buenos Aires | 616.182      | 32,18       | 382.488          | 19,98            | 789.454        | 41,23          | 58.788              | 3,07                | 67.666           | 3,53             | 49.056        | 2,50          | 1.963.634     | 72,97         |       |   |       |   |
| Catamarca              | 104.322      | 42,83       | 78.017           | 32,03            | 41.719         | 17,13          | 15.677              | 6,44                | 3.841            | 1,58             | 20.616        | 7,80          | 264.192       | 77,42         |       |   |       |   |
| Chaco                  | 313.941      | 43,67       | 200.006          | 27,82            | 173.253        | 24,10          | 26.059              | 3,62                | 5.637            | 0,78             | 12.023        | 1,64          | 730.919       | 72,95         |       |   |       |   |
| Chubut                 | 111.752      | 32,22       | 121.842          | 35,13            | 71.343         | 20,57          | 26.722              | 7,70                | 15.187           | 4,38             | 10.193        | 2,85          | 357.039       | 74,83         |       |   |       |   |
| Córdoba                | 309.044      | 13,42       | 773.428          | 33,58            | 521.310        | 22,63          | 667.447             | 28,98               | 31.922           | 1,39             | 37.952        | 1,62          | 2.341.103     | 75,73         |       |   |       |   |
| Corrientes             | 262.170      | 37,21       | 189.282          | 26,87            | 226.371        | 32,13          | 19.215              | 2,73                | 7.464            | 1,06             | 17.980        | 2,49          | 722.482       | 77,40         |       |   |       |   |
| Entre Ríos             | 283.136      | 33,31       | 252.719          | 29,74            | 255.236        | 30,03          | 45.540              | 5,36                | 13.248           | 1,56             | 49.758        | 5,53          | 899.637       | 78,16         |       |   |       |   |
| Formosa                | 189.593      | 52,31       | 105.330          | 29,06            | 55.738         | 15,38          | 8.843               | 2,44                | 2.954            | 0,81             | 6.945         | 1,88          | 369.403       | 76,01         |       |   |       |   |
| Jujuy                  | 148.103      | 32,36       | 170.966          | 37,35            | 91.373         | 19,96          | 31.063              | 6,79                | 16.193           | 3,54             | 11.240        | 2,40          | 468.938       | 79,04         |       |   |       |   |
| La Pampa               | 80.611       | 34,86       | 77.493           | 33,51            | 50.640         | 21,90          | 17.195              | 7,44                | 5.292            | 2,29             | 4.319         | 1,83          | 235.550       | 78,15         |       |   |       |   |
| La Rioja               | 98.739       | 41,14       | 90.328           | 37,63            | 28.314         | 11,80          | 20.416              | 8,51                | 2.219            | 0,92             | 5.560         | 2,26          | 245.576       | 80,53         |       |   |       |   |
| Mendoza                | 269.326      | 24,01       | 475.272          | 42,38            | 289.533        | 25,82          | 48.472              | 4,32                | 38.932           | 3,47             | 34.999        | 3,03          | 1.156.534     | 75,84         |       |   |       |   |
| Misiones               | 277.836      | 37,93       | 309.077          | 42,19            | 105.384        | 14,39          | 30.036              | 4,10                | 10.228           | 1,40             | 25.033        | 3,30          | 757.594       | 76,07         |       |   |       |   |
| Neuquén                | 135.881      | 31,76       | 157.187          | 36,74            | 87.952         | 20,56          | 25.438              | 5,95                | 21.356           | 4,99             | 19.450        | 4,35          | 447.264       | 80,33         |       |   |       |   |
| Río Negro              | 168.235      | 37,85       | 150.079          | 33,76            | 80.591         | 18,13          | 27.782              | 6,25                | 17.847           | 4,01             | 20.523        | 4,41          | 465.057       | 77,54         |       |   |       |   |
| Salta                  | 304.880      | 38,00       | 323.105          | 40,27            | 110.702        | 13,80          | 49.587              | 6,18                | 14.014           | 1,75             | 25.419        | 3,07          | 827.707       | 75,49         |       |   |       |   |
| San Juan               | 155.794      | 33,30       | 164.117          | 35,08            | 108.547        | 23,20          | 28.879              | 6,17                | 10.455           | 2,23             | 11.800        | 2,46          | 479.592       | 78,43         |       |   |       |   |
| San Luis               | 88.235       | 27,33       | 139.894          | 43,33            | 67.517         | 20,91          | 20.159              | 6,24                | 7.055            | 2,19             | 9.934         | 2,99          | 332.794       | 78,69         |       |   |       |   |
| Santa Cruz             | 67.336       | 37,79       | 64.687           | 36,30            | 29.234         | 16,41          | 11.757              | 6,60                | 5.161            | 2,90             | 15.058        | 7,79          | 193.233       | 72,41         |       |   |       |   |
| Santa Fe               | 607.088      | 29,70       | 664.607          | 32,52            | 549.363        | 26,88          | 184.337             | 9,02                | 38.550           | 1,89             | 44.420        | 2,13          | 2.088.365     | 73,14         |       |   |       |   |
| Santiago del Estero    | 416.597      | 65,77       | 144.659          | 22,84            | 50.749         | 8,01           | 13.489              | 2,13                | 7.912            | 1,25             | 13.315        | 2,06          | 646.721       | 79,29         |       |   |       |   |
| Tierra del Fuego       | 40.889       | 38,20       | 36.202           | 33,82            | 16.043         | 14,99          | 9.767               | 9,12                | 4.137            | 3,86             | 3.363         | 3,05          | 110.401       | 74,16         |       |   |       |   |
| Tucumán                | 476.361      | 44,93       | 371.130          | 35,00            | 155.273        | 14,64          | 42.313              | 3,99                | 15.253           | 1,44             | 34.941        | 3,19          | 1.095.271     | 82,65         |       |   |       |   |
| Total                  | 9.853.492    | 36,78       | 8.034.990        | 29,99            | 6.379.023      | 23,81          | 1.802.068           | 6,73                | 722.061          | 2,69             | 832.286       | 3,01          | 27.623.920    | 77,05         |       |   |       |   |

### Reacciones
Los resultados de la primera vuelta causaron gran sorpresa e impacto, ya que casi ninguna encuesta se acercó al resultado. Massa sorprendió al ser el más votado en la elección y por varios puntos de ventaja; siendo ministro de Economía y estando el país bajo una grave crisis económica que durante su periodo gubernamental se agravó con la aceleración de la inflación, pobreza y una devaluación rotunda del peso. Por otra parte, ningún encuestador predijo el resultado de los comicios, aunque se sabía que el escenario más probable era la entrada a una segunda vuelta entre Milei y Massa. Sin embargo, el peronismo volvió a estar debajo de su piso histórico que desde 1946 superaba el 37% de los votos. Este bajo porcentaje convierte a la elección del 22 de octubre de 2023 como la peor de tipo presidencial de su historia.
Tras pasar el balotaje, La Libertad Avanza recibió los apoyos de Patricia Bullrich, Luis Petri, Mauricio Macri y otros dirigentes de Juntos por el Cambio, en una decisión cuestionada por dos de los tres partidos fundadores de JxC, la Unión Cívica Radical, la Coalición Cívica ARI y también por los dirigentes más moderados del PRO, el tercer partido fundador. Milei respondió en sus redes sociales publicando una foto de un pato envuelto en la bandera argentina abrazado a un león como una clara alegoría de Patricia y de sí mismo; también declaró que las posiciones neutrales favorecen a Massa y pidió no votar en blanco. El acuerdo entre los dirigentes de Juntos por el Cambio y Javier Milei fue denominado por los medios de comunicación como «Pacto de Acassuso», al darse en la residencia de Macri, ubicada en dicha localidad.

#### Apoyos en segunda vuelta
| Candidatos a presidente y vicepresidente            | Apoyos políticos |
| --------------------------------------------------- | --- |
| Sergio Massa/Agustín Rossi Unión por la Patria      | - Partido Socialista - Movimiento Libres del Sur - Principios y Valores - Izquierda Socialista - Nuevo Movimiento al Socialismo - Acción Federal de La Rioja - Partido Humanista |
| Javier Milei/Victoria Villarruel La Libertad Avanza | - Partido Nacionalista Constitucional UNIR - Republicanos Unidos - Partido Liberal de Corrientes - Partido Autonomista de Corrientes - Partido Activar de Misiones - Unión del Centro Democrático - Propuesta Republicana - Partido Ciudadanos a Gobernar de Corrientes                                             |
| Neutralidad o Voto en Blanco                        | - Unión Cívica Radical - Coalición Cívica ARI - Encuentro Republicano Federal - Generación para un Encuentro Nacional - Partido Obrero - Movimiento Socialista de los Trabajadores - Partido de los Trabajadores Socialistas - Política Obrera - Producción y Trabajo de San Juan - Encuentro Liberal de Corrientes |

## Segunda vuelta — 19 de noviembre
Fue la segunda vez en la historia argentina que debió recurrirse a un balotaje para elegir al jefe de Estado (la anterior fue en 2015). En la segunda vuelta celebrada el domingo 19 de noviembre, Javier Milei superó a Sergio Massa por 11 puntos, obteniendo la presidencia de la Nación. Milei ganó en la Capital Federal y en 19 provincias, con excepción de las provincias de Formosa, Santiago del Estero, Buenos Aires y Chaco estas últimas 2 con margen ajustado.

### Participación
| Elección                           | Hora  | Hora  | Hora  | Hora  | Hora  | Hora  | Hora  | Hora  | Final  | Ref(s).         |
| Elección                           | 11:00 | 12:00 | 13:00 | 14:00 | 15:00 | 16:00 | 17:00 | 18:00 | Final  | Ref(s).         |
| ---------------------------------- | ----- | ----- | ----- | ----- | ----- | ----- | ----- | ----- | ------ | --------------- |
| 2019                               | 19%   | —     | 31%   | 44%   | 56%   | 63%   | 70%   | —     | 81.31% | [ 117 ]         |
| 2023 (2.°)                         | —     | 29.6% | _     | 45%   | —     | 62%   | —     | 76%   | —      | [ 143 ] [ 144 ] |
| Fuente: Cámara Nacional Electoral. |       |       |       |       |       |       |       |       |        |                 |

### Resultados a nivel nacional
|  | 55,65 % |

|  | 44,35 % |

|  | 96,79 % |

|  | 1,55 % |

|  | 1,67 % |

|  | 76,32 % |

|  | 23,68 % |

|  | 100 % |

### Resultados por distritos
| Provincias ganadas por La Libertad Avanza (20) |
| Provincias ganadas por Unión por la Patria (4) |

| Provincia              | Milei/Villarruel | Milei/Villarruel | Massa/Rossi | Massa/Rossi | Diferencia | Diferencia | Blancos/Nulos | Blancos/Nulos | Total/Participación | Total/Participación |       |   |       |   |       |   |
| Provincia              | Votos            | %                | Votos       | %           | Diferencia | Diferencia | Blancos/Nulos | Blancos/Nulos | Total/Participación | Total/Participación | Votos | % | Votos | % | Votos | % |
| ---------------------- | ---------------- | ---------------- | ----------- | ----------- | ---------- | ---------- | ------------- | ------------- | ------------------- | ------------------- | ----- | - | ----- | - | ----- | - |
| Provincia              | Buenos Aires     | 4.801.185        | 49,24       | 4.949.734   | 50,76      | 148.549    | 1,52          | 322.872       | 3,21                | 10.073.791          | 76,78 |   |       |   |       |   |
| Ciudad de Buenos Aires | 1.038.310        | 57,25            | 775.356     | 42,75       | 262.954    | 14,50      | 91.959        | 4,83          | 1.905.625           | 75,42               |       |   |       |   |       |   |
| Catamarca              | 125.325          | 52,81            | 111.994     | 47,19       | 13.331     | 5,62       | 5.930         | 2,44          | 243.249             | 71,40               |       |   |       |   |       |   |
| Chaco                  | 357.106          | 49,81            | 359.789     | 50,19       | 2.683      | 0,37       | 13.369        | 1,83          | 730.264             | 73,10               |       |   |       |   |       |   |
| Chubut                 | 197.835          | 59,07            | 137.057     | 40,93       | 60.778     | 18,15      | 15.565        | 4,44          | 350.457             | 73,85               |       |   |       |   |       |   |
| Córdoba                | 1.639.102        | 74,05            | 574.313     | 25,95       | 1.064.789  | 48,11      | 84.981        | 3,70          | 2.298.396           | 75,09               |       |   |       |   |       |   |
| Corrientes             | 366.228          | 53,16            | 322.694     | 46,84       | 43.534     | 6,32       | 16.667        | 2,36          | 705.589             | 75,85               |       |   |       |   |       |   |
| Entre Ríos             | 529.318          | 61,47            | 331.763     | 38,53       | 197.555    | 22,94      | 28.698        | 3,23          | 889.779             | 77,76               |       |   |       |   |       |   |
| Formosa                | 154.306          | 43,27            | 202.288     | 56,73       | 47.982     | 13,46      | 6.389         | 1,76          | 362.983             | 75,23               |       |   |       |   |       |   |
| Jujuy                  | 258.754          | 58,14            | 186.315     | 41,86       | 72.439     | 16,28      | 11.845        | 2,59          | 456.914             | 77,32               |       |   |       |   |       |   |
| La Pampa               | 126.794          | 57,28            | 94.546      | 42,72       | 32.248     | 14,57      | 7.683         | 3,35          | 229.023             | 76,33               |       |   |       |   |       |   |
| La Rioja               | 126.357          | 53,73            | 108.817     | 46,27       | 17.540     | 7,46       | 4.990         | 2,08          | 240.164             | 78,89               |       |   |       |   |       |   |
| Mendoza                | 784.109          | 71,17            | 317.656     | 28,83       | 466.453    | 42,34      | 41.636        | 3,64          | 1.143.401           | 76,49               |       |   |       |   |       |   |
| Misiones               | 405.460          | 56,72            | 309.355     | 43,28       | 96.105     | 13,44      | 14.889        | 2,04          | 729.704             | 73,74               |       |   |       |   |       |   |
| Neuquén                | 254.613          | 60,43            | 166.700     | 39,57       | 87.913     | 20,87      | 19.041        | 4,32          | 440.354             | 79,48               |       |   |       |   |       |   |
| Río Negro              | 236.796          | 54,22            | 199.969     | 45,78       | 36.827     | 8,43       | 17.708        | 3,90          | 454.473             | 76,26               |       |   |       |   |       |   |
| Salta                  | 461.685          | 57,67            | 338.925     | 42,33       | 122.760    | 15,33      | 18.672        | 2,28          | 819.282             | 75,04               |       |   |       |   |       |   |
| San Juan               | 277.621          | 60,71            | 179.706     | 39,29       | 97.915     | 21,41      | 13.027        | 2,77          | 470.354             | 77,43               |       |   |       |   |       |   |
| San Luis               | 214.938          | 67,98            | 101.232     | 32,02       | 113.706    | 35,96      | 10.593        | 3,24          | 326.763             | 77,61               |       |   |       |   |       |   |
| Santa Cruz             | 104.531          | 58,00            | 75.706      | 42,00       | 28.825     | 15,99      | 6.014         | 3,23          | 186.251             | 70,07               |       |   |       |   |       |   |
| Santa Fe               | 1.282.012        | 62,83            | 758.396     | 37,17       | 523.616    | 25,66      | 80.137        | 3,78          | 2.120.545           | 74,96               |       |   |       |   |       |   |
| Santiago del Estero    | 198.805          | 31,49            | 432.433     | 68,51       | 233.628    | 37,01      | 9.343         | 1,46          | 640.581             | 78,68               |       |   |       |   |       |   |
| Tierra del Fuego       | 55.975           | 53,32            | 48.998      | 46,68       | 6.977      | 6,65       | 4.636         | 4,23          | 109.609             | 74,07               |       |   |       |   |       |   |
| Tucumán                | 557.395          | 51,98            | 514.978     | 48,02       | 42.417     | 3,96       | 21.676        | 1,98          | 1.094.049           | 82,91               |       |   |       |   |       |   |
| Total                  | 14.554.560       | 55,65            | 11.598.720  | 44,35       | 2.955.840  | 11,30      | 868.320       | 3,21          | 27.021.600          | 76,32               |       |   |       |   |       |   |

## Repercusiones nacionales
La victoria electoral de Javier Milei llevó a que Massa reconociera la victoria de Milei incluso antes de que se revelaran los resultados oficiales; admitió además haber llamado a Milei para felicitarlo personalmente por su victoria. Esto aceleró la algarabía de los seguidores de la coalición política La Libertad Avanza. Una vez dada a conocer los datos que otorgaron 14.554.560 convierten a Javier Milei en el candidato más votado de la historia argentina; ubicándose primero en 20 de los 24 distritos electorales para La Libertad Avanza. Asimismo, se dieron resultados inesperados a favor de Milei en la Antártida (90.57%), en el pueblo cordobés de Los Chañaritos (90.15%) y el cinturón central del país, donde obtuvo el cuarto de todos sus votos gracias a las provincias de Mendoza, San Luis, Córdoba, Santa Fe y Entre Ríos. Particularmente, Milei obtuvo en Córdoba en torno al 75% de los votos; este hecho constituye la mayor victoria a nivel nacional por provincia para La Libertad Avanza. En tanto, Mendoza quedó segunda con el 71% de votos favorables.
También llamo la atención la elección de Milei en Provincia de Buenos Aires.

## Reacciones internacionales

### América
- Brasil: El presidente de Brasil, Luiz Inácio Lula da Silva, felicitó a las "instituciones argentinas por conducir el proceso electoral y al pueblo argentino que participó de la jornada electoral de manera ordenada y pacífica".[156] Un asesor de Lula confirmó su decisión de no participar en la asunción de Milei como presidente el 10 de diciembre, citando que el mandatario "fue ofendido personalmente".[157] Su predecesor Jair Bolsonaro celebró la victoria de Milei, afirmando que "La esperanza vuelve a brillar en Suramérica".[158]
- Bolivia: El presidente boliviano Luis Arce, le deseo "éxitos al presidente electo, Javier Milei" y afirmó que "trabajaremos para que las relaciones entre nuestros pueblos sigan firmes como hasta ahora, con base en la hermandad, complementariedad y respeto mutuo”.[156] Mientras, el expresidente Evo Morales rechazó enviar felicitaciones a Milei, citando "Nunca vamos a desear éxito al fascismo, ultraderechismo y neoliberalismo [...]".[159]
- Chile: El presidente de Chile Gabriel Boric felicitó a Milei por su triunfo y a Massa por reconocer su derrota, y llamó a colaborar entre ambas naciones.[160] Su predecesor Sebastián Piñera felicitó y saludó a Javier Milei: "Que las ideas y las fuerzas de la Libertad guíen y conduzcan a Argentina por los caminos de la Libertad, la Justicia y el Progreso".[161]
- Colombia: El presidente colombiano Gustavo Petro felicitó a Javier Milei, pero afirmó que "ha ganado la extrema derecha en Argentina; es la decisión de su sociedad. Triste para América Latina [...]".[156] Por su parte, su predecesor Iván Duque felicitó explícitamente a Javier Milei por su triunfo.[162]
- Costa Rica: El presidente Rodrigo Chaves felicitó a Javier Milei por su victoria deseándole éxito en su gestión y confiando que "Costa Rica y Argentina fortalecerán su amistad y cooperación".[163]
- Ecuador: El presidente ecuatoriano, Guillermo Lasso felicitó a Milei y le auguró "el mayor de los éxitos para que pueda resolver los problemas acuciantes de su país".[156] Su sucesor electo Daniel Noboa también lo felicitó y "lo invito a trabajar por el fortalecimiento de las relaciones bilaterales y por un futuro próspero que busque la cooperación entre nuestras naciones”.[164]
- El Salvador: El gobierno salvadoreño a través de la cancillería emitió un comunicado felicitando a Javier Milei por su triunfo.[165]
- Estados Unidos: El primero en expresarse fue el embajador de los Estados Unidos Marc Stanley, el cual felicitó a Javier Milei y lo instó a "trabajar juntos" en la "protección de los derechos humanos y la democracia".[156] El actual mandatario Joe Biden se comunicó con Milei por teléfono para felicitarlo, pero confirmó que no podrá asistir a su asunción debido a otro viaje ya programado para esa fecha.[166][167] El secretario de Estado Antony Blinken felicitó a Milei y afirmó que "espera trabajar con el economista libertario “en las prioridades compartidas”. Por su parte, el exmandatario Donald Trump celebró y lo felicitó, afirmando: “estoy muy orgulloso de vos. Cambiarás por completo tu país y harás que Argentina vuelva a ser grande”.[168] Posteriormente, le confirmó que viajará a la Argentina para visitarlo.[169][170] Por su parte, el Partido Libertario de Estados Unidos también envió sus felicitaciones a Milei.[171]
- Guatemala: El presidente de Guatemala Alejandro Giammattei declaró sus "más sinceras felicitaciones al pueblo argentino por la elección democrática del nuevo presidente".[164]
- Honduras: La presidenta de Honduras Xiomara Castro "felicitó a Milei por su triunfo como nuevo presidente de Argentina”.[164]
- México: El presidente de México Andrés Manuel López Obrador, si bien respetó los resultados de la elección, calificó el triunfo de Milei como un "autogol". López Obrador también aclaró que México no romperá relaciones diplomáticas con Argentina con Milei en el poder.[172]
- Paraguay: El presidente de Paraguay Santiago Peña también lo felicitó y le ofreció "la mano cordial y fraternal del Paraguay para fortalecer las relaciones entre nuestros países".[164] Diana Mondino, la futura canciller de Relaciones Exteriores de Argentina, y su par paraguayo, Rubén Ramírez Lezcano, confirmaron que Paraguay sería el primer país que Milei visitaría como presidente.[173][174]
- Panamá: El presidente de Panamá Laurentino Cortizo "felicitó al Pueblo argentino por la elección de su nuevo presidente" y "les deseo éxito en esta etapa y confío en que, a través de la cooperación, seguiremos fortaleciendo las relaciones entre ambos países y trabajaremos juntos por el bienestar de nuestros pueblos”.[164]
- Perú: La presidencia del Perú lo felicitó a través de sus redes sociales citando: “El Perú expresa su cálida felicitación a Javier Milei por su elección como presidente de la República Argentina. Al desearle el mayor de los éxitos en su gestión, renueva su compromiso de seguir fortaleciendo los históricos lazos de amistad y cooperación que unen a nuestros países”.[175] La presidenta Dina Boluarte, mediante una llamada telefónica felicitó el triunfo de Milei deseando éxitos en su gestión.[176]
- República Dominicana: El presidente dominicano Luis Abinader felicitó a Javier Milei por su triunfo y reconoció el "talante democrático" de Sergio Massa. También afirmó que continuarán desarrollando el estrecho vínculo con Argentina.[177]
- Uruguay: El presidente de Uruguay Luis Lacalle Pou felicito a Milei y anunció: "Tenemos mucho para trabajar en conjunto y para mejorar nuestras relaciones bilaterales".[156] Por su parte, el expresidente José Mujica (quien apoyó a Massa en el balotaje) opinó que el peronismo "no estuvo a la altura de las circunstancias", predijo que el peronismo y el "viejo" radicalismo entrarían en una crisis, y comparó la victoria de Milei con el ascenso de Adolf Hitler al poder.[178]
- Venezuela: El presidente de Venezuela Nicolás Maduro lamentó la elección de Milei, afirmando que ganó "la extrema derecha neonazi", comparándolo con Jorge Rafael Videla y Augusto Pinochet, y a su victoria con los golpes de estado en Uruguay, Chile, y Argentina, ocurridos en la década de 1970.[179] Por el contrario, la líder opositora opositora, María Corina Machado,[180] y el excandidato presidencial de la oposición chavista Henrique Capriles felicitaron a Milei por su triunfo.[181]

### Asia
- Armenia: El presidente armenio, Vahagn Jachaturián, felicitó a Javier Milei augurándole éxito en su gestión y afirmando "el compromiso de Armenia de trabajar en el fortalecimiento y la profundización de las relaciones de amistad entre nuestros países, sobre la base de los valores democráticos que compartimos".[182]
- China: El gobierno chino felicitó a Javier Milei a través de la portavoz de la Cancillería, Mao Ning, y "pidió por la continuidad de la cooperación entre ambos países".[183] El embajador de China, Wang Wei, se reunió con la canciller de Milei, Diana Mondino, y le entregó una carta del presidente Xi Jinping, quien bregó por "promover el desarrollo y la revitalización de los dos países con cooperación de ganancia compartida e impulsar el desarrollo estable de las relaciones en beneficio de los dos países".[184][185]
- Corea del Sur: El presidente surcoreano Yoon Suk-yeol se comunicó por teléfono con Javier Milei para felicitarlo por su elección.[186]
- India: El primer ministro Narendra Modi felicitó a Milei instándole a trabajar en conjunto para diversificar y ampliar la asociación estratégica entre la India y Argentina.[187]
- Israel: El canciller israelí Eli Cohen, felicitó a Milei y lo insto a trabajar en conjunto, además de proponerle trasladar la embajada de la Argentina en el país hacia Jerusalén desde Tel Aviv, una promesa electoral del presidente electo.[188][189]
- Japón: El embajador Hiroshi Yamauchi felicitó a Javier Milei por su elección, deseando "seguir trabajando en afianzar las relaciones bilaterales y fortalecer los lazos de amistad entre Japón y Argentina".[190]
- Taiwán: Un portavoz del Ministerio de Asuntos Exteriores de la República de China (Taiwán) afirmó que el país "buscará fortalecer la cooperación y los intercambios con Argentina bajo el gobierno entrante de Milei, basándose en los valores compartidos de democracia, libertad y derechos humanos".[191]

### Europa
- España: El Ministerio de Asuntos Exteriores de España emitió un comunicado destacando las elecciones argentinas y afirmando que España continuará impulsando la relación con Argentina, pero sin emitir felicitación alguna al presidente electo.[192] El Presidente del Gobierno de España, Pedro Sánchez, se pronunció antes de la celebración de las elecciones y mencionó a Javier Milei dos veces en su discurso de investidura tratandolo de "loco", de "líder de la ultraderecha" y cuestionando sus dichos sobre la justicia social.[193]
- Francia: El presidente francés Emmanuel Macron se comunicó telefónicamente con Milei para enviar sus felicitaciones por el triunfo obtenido en la elección e invitarlo a una futura visita de Estado. En la breve charla también hablaron sobre el acuerdo del Mercosur y la Unión Europea.[194]
- Hungría: La presidenta de Hungría Katalin Novák felicitó a Javier Milei y deseándole "fuerza y perseverancia para trabajar por Argentina y por la libertad".[195] El primer ministro Viktor Orbán felicitó telefónicamente a Javier Milei y aceptó su invitación para asistir a la ceremonia de investidura.[196]
- Italia: La primera ministra italiana Giorgia Meloni llamó por teléfono el día siguiente a la elección a Milei, felicitándolo por la victoria y deseándole buenos augurios. Destacó "Argentina es una nación a la que estamos vinculados a través de profundos lazos históricos y culturales y en el que vive la mayor comunidad de italianos en el exterior".[197] Por su parte, el presidente Sergio Mattarella se comunicó con el presidente electo argentino a quien felicitó y deseó éxitos en su gobierno que comienza el 10 de diciembre.[194]
- Reino Unido: Un portavoz del primer ministro británico Rishi Sunak afirmó: "como miembros del G20 y con una próspera asociación comercial, esperamos desarrollar una relación sólida y productiva", y recalcó que la cuestión de las Islas Malvinas "está resuelta hace algún tiempo y no cambiará".[198] El canciller británico David Cameron mantuvo un breve diálogo telefónico, en el cual felicitó a Milei por el triunfo y declaró: "Hay mucho que el Reino Unido y Argentina pueden lograr trabajando juntos".[199]
- Rusia: El presidente ruso Vladímir Putin felicitó en un telegrama a Milei, citando: "Acepte mis felicitaciones por su elección en el puesto de presidente. Las relaciones ruso-argentinas se basan en las tradiciones de amistad y respeto mutuo".[200] Por su parte, el portavoz del gobierno ruso Dmitri Peskov afirmó que "respeta la elección del pueblo argentino" y que es consciente de las declaraciones realizadas por el presidente electo durante la campaña, pero que se guiaran "principalmente por lo que diga después de su investidura", y que están "a la espera de que se aclaren muchas cuestiones que afectarán a las relaciones bilaterales".[201]
- Santa Sede: El papa Francisco se comunicó telefónicamente con Milei, felicitándolo por su victoria. Milei ratificó la invitación de Francisco a su Argentina natal en 2024 como "jefe de Estado y líder de la Iglesia".[202]
- Ucrania: El presidente de Ucrania Volodímir Zelenski felicitó a Javier Milei por su victoria y le agradeció por su "posición clara en apoyo de Ucrania", en el contexto de la invasión rusa de Ucrania[203]
- Unión Europea: La presidenta de la Comisión Europea Ursula von der Leyen felicitó a Javier Milei por su triunfo afirmando que "Argentina es un socio importante y de larga data de la UE. Compartimos profundos lazos y valores históricos.".[204]

### Organizaciones internacionales
- La Organización de los Estados Americanos, a través del secretario general Luis Almagro, felicitó a Javier Milei y le deseo éxitos en su gestión.[205]
- El Fondo Monetario Internacional, a través de su directora general, Kristalina Gueorguieva, felicitó a Milei y llamó a un "trabajo estrecho con él y su administración".[206]
- El Banco Interamericano de Desarrollo, a través de su presidente Ilan Goldfajn, felicitó a Milei diciendo; "Felicitaciones Javier Milei, presidente electo de Argentina. En el BID estamos listos para continuar nuestra colaboración con el país y promover un desarrollo económico sostenible e inclusivo en beneficio de sus ciudadanos."[207]